# Ehilin Cuadros Salek
Ehilin Andrea Cuadros Salek (El Tigre, Anzoátegui, Venezuela, 8 de julio de 1998), es una escritora, modelo y actriz venezolana, hija de Erlyn Salek y Jorge Cuadros, con la particularidad de poseer ascendencia colombiana, peruana, alemana y libanesa.

## Vida personal
A los 16 años, Ehilin y su hermano se mudaron a la ciudad de Lechería, Estado Anzoátegui, Venezuela, para estudiar Comunicación Social en la Universidad Santa María.
Para el año 2014, las protestas Venezuela impidieron la culminación de su carrera, debido a eso decidió emigrar a Lima, Perú.
En 2015, y con 17 años, comenzó a cursar Diseño y Gestión de Moda en el Instituto Francés Toulouse Lautrec.
Ya en el 2017, empieza a audicionar para cástines y es seleccionada para algunos comerciales de marcas en Perú.
Luego de culminar sus estudios de Moda y Diseño, decidió ir a Toronto, Canadá, donde asistió al Programa EF de formación lingüística e intercambio cultural durante 6 meses para perfeccionar su inglés.
En el año 2018 con 20 años regresa a Venezuela, donde decide estudiar, junto a su madre y hermano Ricardo Cuadros, leyes en la Facultad de Derecho de la Universidad Gran Mariscal de Ayacucho.

## Trayectoria
En el año 2017, fue llamada para representar a Venezuela en el Miss Teen International, quedando como 6.ª finalista en el certamen. Su estatus de Miss le permitió aparecer en numerosos comerciales para la agencia de moda Mónica Chacón. 
En 2020, tras la pandemia del COVID-19, decidió comenzar a hacer vídeos en las plataformas de videos. 
Y en 2021, se consagra como La Chica POV. Además publica su primer libro virtual basado en ese video, No lleves chicos a la casa.
Entre 2021 y 2022 ha participado en eventos en Las Vegas colaborando con celebridades del ámbito musical como Sharlene Taule, Carlos Vives, Reik y Manuel Turizo, entre otros. Además de colaboraciones con otros artistas como Marko y Eugenio Derbez.
Durante 2022 ha sido nominada en los Premios Icono 2022 en la categoría Mejor Macro Influencer del año.